# Garrison (New York)
Garrison ist eine Kleinstadt im Bundesstaat New York (USA), sie ist Teil der Stadt Philipstown und gehört zum Landkreis (County) Putnam.

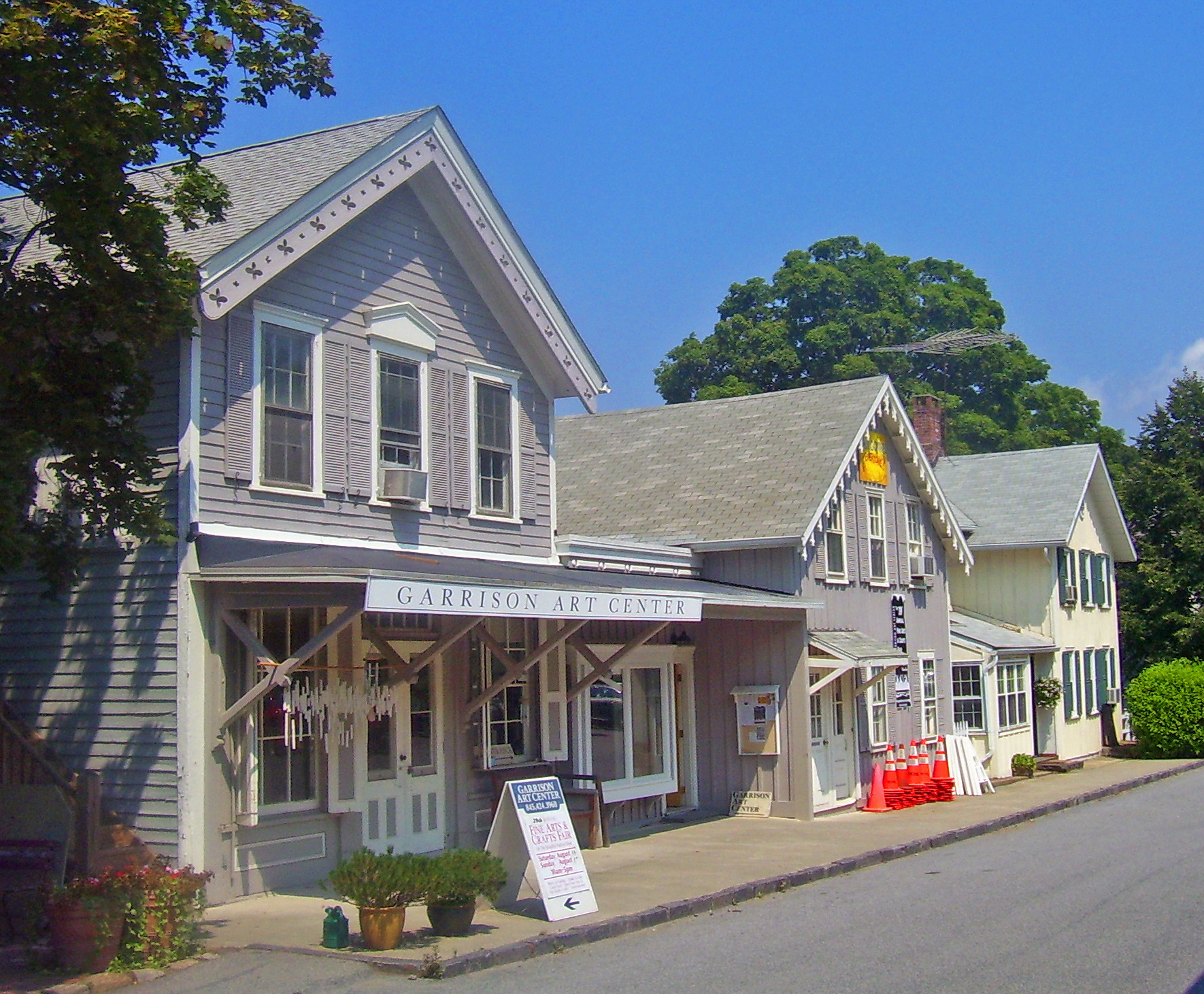
Garrison Landing, NY

## Lage
Garrison liegt am Ostufer des Hudson Rivers, gegenüber der Militärakademie West Point. Der größte Teil der Stadt liegt am Hudson Ufer, sie erstreckt sich ostwärts in die sogenannten Hudson Highlands, eine bergige, bewaldete und dünn besiedelte Gegend. Nördlich am Hudson liegt der Ort Cold Spring, südlich Peeksskill, östlich Carmel, das Verwaltungszentrum des Landkreises. Die Fläche beträgt 20,84 Quadratmeilen, ca. 54 km².

## Geschichte
Die erste Siedlung an diesem Platz hieß Mead's Dock und wurde 1814 von Joseph Mead errichtet, der hier Boote baute. 1818 begründete Harry Garrison einen Fährbetrieb zum gegenüberliegenden Ufer nach West Point. 1821 gründete er die Garrison and West Point Ferry Company, die Menschen und Güter transportierte. Der Ort wurde Garrison's Landing genannt. Mit der Eröffnung der Bear Mountain Bridge im Jahr 1929 wurde der Fährbetrieb eingestellt. Die historischen Häuser wurden 1982 als Garrison Landing Historic District unter Denkmalschutz gestellt.
In den Highlands liegt das Landschaftsschutzgebiet Hudson Highlands State Park, gegründet 1910 und immer wieder erweitert bis 1999.

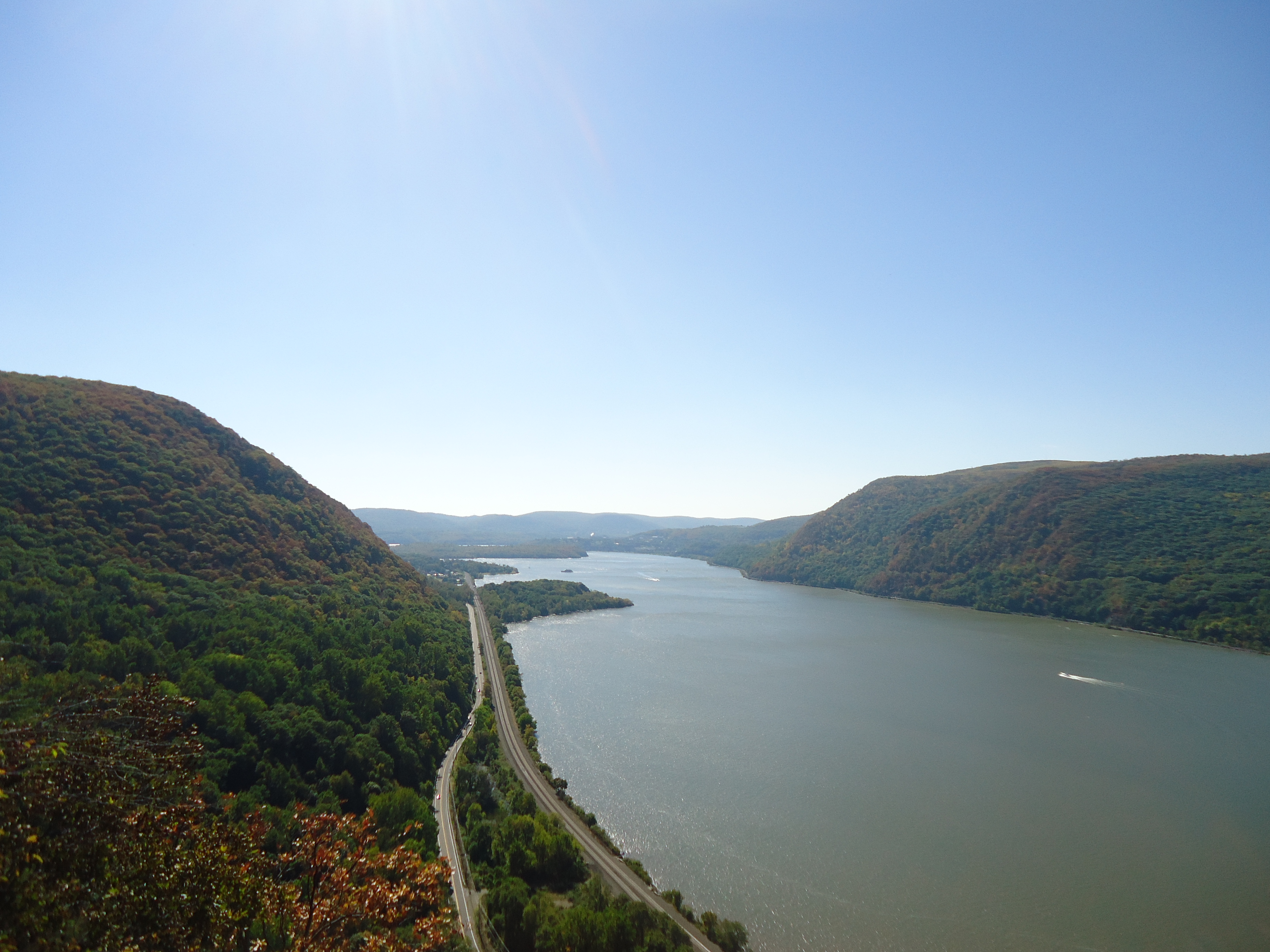
Hudson Highlands State Park, Blick auf den Hudson

## Bevölkerung
Mit der Eröffnung der Eisenbahnlinie Metro-North Railroad in der Mitte des 19. Jahrhunderts nach New York City nahm die Bevölkerung zu. 2024 lebten 4298 Einwohner in Garrison, das mittlere Einkommen pro Haushalt betrug ca. 160.000 USD. Zum Vergleich: In den USA betrug das durchschnittliche Einkommen 2023 ca. 114.500 USD. White Collar Workers (Angestellte) machen 90 % aus, Blue Collar Workers (Arbeiter) 10 %.
In Garrison gibt es die Garrison Union Free School, die Schulbildung vom Kindergarten bis zur achten Klasse anbietet. Für das anschließende College (Höhere Schule) können die Schüler nach Cold Springs oder Highlands Falls fahren, die Stadt übernimmt die Schulgebühren.

## Kultur
Die Hudson Valley Shakespeare Company veranstaltet im Sommer ein Shakespeare Festival in den Highlands. Es handelt sich um eine gemeinnützige Gesellschaft, die ein professionelles Programm anbietet. Sie wurde 1987 gegründet und hat seither jedes Jahr ein Festival im Zelt organisiert, ab 2026 wird sie eine feste Spielstätte haben.
Das Garrison Art Center ist ein gemeinnütziges Kunstzentrum, von ehrenamtlichen Mitarbeitern betreut, welches Ausstellungen und Kurse organisiert. Die Kurse richten sich vor allem an Kinder und Jugendliche. Die Ausstellungen sind meist lokalen Künstlern gewidmet, einmal im Jahr wird ein Visiting Artist eingeladen, seine Arbeiten vorzustellen und in Workshops mit dem Publikum zu diskutieren.
Das Philipstown Depot Theater wurde in den 1990er Jahren im Garrison Landing gegründet als Kulturzentrum für Theater und Musik. Neben Aufführungen bietet es auch Schauspiel-Kurse für Kinder und Erwachsene an. In Zusammenarbeit mit Fable and Sow Theatre Farm in New Windsor, New York, werden auch professionelle Kurse angeboten. Das Kulturzentrum wird vom Landkreis und einem Verein unterstützt.
Die Zeitung Highlands Current erscheint seit 2010 wöchentlich als Druckausgabe und Online, sie ist gemeinnützig organisiert. Sie ist kostenlos und wird durch Spenden und Werbung finanziert.

## Persönlichkeiten
Personen, die in Garrison leben oder lebten:
- Hamilton Fish (1808–1893), Politiker
- Hans Noë (1928–2025), Architekt und Bildhauer
- George Pataki (* 1945), Politiker
- Don McLean (* 1945), Singer-Songwriter
- John Pielmeier (* 1949), Drehbuchautor
- Julie Taymor (* 1952), Regisseurin
- Patty Hearst (* 1954), Erbin und Terroristin
- Chris Hughes (* 1983), Unternehmer